# La Biellese
La Biellese (wł. Associazione Sportiva Dilettantistica La Biellese) – włoski klub piłkarski, mający siedzibę w mieście Biella, w północno-zachodniej części kraju, grający od sezonu 2011/12 w rozgrywkach Eccellenza Piemontese.

## Historia
Chronologia nazw:
- 1902: Unione Sportiva Biellese
- 1919: US Biellese – po fuzji z SC Veloces
- 1930: AS Biellese
- 1993: klub rozwiązano
- 1993: FCV Biellese-Vigliano – po fuzji z FC Vigliano
- 1997: Biellese FC
- 2001: AS Biellese 1902
- 2010: klub rozwiązano
- 2010: ASD Junior Biellese Libertas
- 2016: ASD La Biellese

Klub sportowy US Biellese został założony w miejscowości Biella 19 stycznia 1902 roku wskutek połączenia lokalnych sekcji Fortiores (klub kolarski) i Audax Italiano (klub biegaczy), ale sekcja piłkarska powstała później. W tym samym roku Società Ginnastica Biellese, założone w 1899, zmieniło nazwę na Società Ginnastica Pietro Micca, do którego 30 listopada łączy się rozwiązany klub sportowy Robur et Virtus, założony w 1898. Również w 1902 roku powstał Circolo Sportivo Culturale Excelsior oraz Società Ciclistica Veloces. Obaj uprawiali piłkę nożną razem z Pietro Miccą, który po zmianie nazwy utworzył sekcję piłkarską. 16 kwietnia 1906 roku na boisku Piazza d'Armi odbył się pierwszy mecz towarzyski: mecz Pietro Micca - Pro Vercelli II (0:5). W październiku tego samego roku Società Ciclistica Veloces zmieniło nazwę na Sport Club Veloces, oficjalnie inaugurując sekcję piłkarską. W lutym 1907 roku nastąpiła oficjalna inauguracja boiska Sant'Eusebio. W 1908 roku SC Veloces przyłączył się do FIF, jednak startował w mistrzostwach trzeciej kategorii Piemontu dopiero w następnym roku. Również SG Pietro Micca dołączył do FIF, ale wkrótce został rozwiązany.
2 września 1919 roku z połączenia SC Veloces i US Biellese powstał nowy Unione Sportiva Biellese – klub piłkarski, który przyjął nazwę uważaną za najbardziej reprezentatywną dla miasta. Klub dołączył do FIGC i został zakwalifikowany do mistrzostw Prima Categoria Piemontese, w której do rozpoczęcia I wojny światowej występował SC Veloces. W sezonie 1919/20 zajął czwartą lokatę w grupie A, inaugurując nowe boisko sportowe Lanzone. W następnym sezonie 1920/21 również był czwartym, tym razem w grupie B Prima Categoria Piemontese.
24 lipca 1921 roku, podczas zgromadzenia na którym przedstawiono Projekt Pozzo, plan reformy mistrzostw, który przewidywał zmniejszenie mistrzostw Pierwszej Dywizji Północnej do zaledwie 24 uczestników w porównaniu z 64 uczestnikami mistrzostw sezonu 1920/21, 24 największe włoskie kluby odłączyli się od FIGC, tworząc federację (CCI) i mistrzostwo (Prima Divisione, znane również jako Torneo delle 24). Klub początkowo zdecydował się pozostać w szeregach FIGC, ale kiedy uplasował się na trzeciej pozycji w rundzie eliminacyjnej Piemontu, zmienił zdanie, wycofując się z FIGC i przechodząc do nowo narodzonego CCI, gdzie został zakwalifikowany do Seconda Divisione Piemonte (D2). Rozgrywki zakończył na drugim miejscu w grupie Piemontu. Przed rozpoczęciem sezonu 1922/23 ze względu na kompromis Colombo dotyczący restrukturyzacji mistrzostw, powinien zostać zdegradowany do Terza Divisione Regionale (D3), ale po niezarejestrowaniu dziesięciu klubów został ponownie przyjęty wraz ze wszystkimi wicemistrzami do nowej Seconda Divisione. W sezonie 1922/23 po zwycięstwie w grupie B Seconda Divisione Lega Nord awansował do fazy finałowej, w której wygrał półfinał A Seconda Divisione Lega Nord, a w finale pokonał Carpi (1:0 u siebie i 1:1 na wyjeździe). Zdobył tytuł mistrza Włoch w drugiej lidze, ale nie awansował ze względu na blokowanie promocji w tym sezonie ustanowionych przez kompromis Colombo. W sezonie 1925/26 ponownie wygrał grupę A Seconda Divisione, ale znów nie otrzymał promocji ze względu na reformę systemu lig i wprowadzeniu najwyższej klasy, zwanej Divisione Nazionale, a II poziom stał się nazywać Prima Divisione. W sezonie 1927/28 najpierw zwyciężył w grupie B Prima Divisione Nord, a potem w turnieju finałowym został sklasyfikowany na czwartej pozycji, zdobywając awans do Divisione Nazionale. Jednak nie utrzymał się na najwyższym poziomie i po zajęciu w sezonie 1928/29 dziesiątego miejsca w grupie B Divisione Nazionale spadł do nowo utworzonej Serie B. W następnym roku ponownie zaliczył spadek, tym razem do Prima Divisione. W 1930 roku klub zmienił nazwę na AS Biellese. Przed rozpoczęciem sezonu 1935/36 trzecia dywizja zmieniła nazwę na Serie C. W sezonie 1942/43, ostatnim przed zawieszeniem mistrzostw wskutek II wojny światowej, zwyciężył w grupie E Serie C, a potem w turnieju finałowym zajął 4.miejsce w grupie B. W 1944 startował w wojennych rozgrywkach Campionato I Zona Piemonte-Liguria, plasując się na trzecim miejscu.
Po zakończeniu II wojny światowej i wznowienia mistrzostw FIGC, drużyna została zakwalifikowana do rozgrywek Serie B-C Alta Italia (D2), zajmując w sezonie 1945/46 7.miejsce w grupie A. W następnym sezonie 1946/47 zespół startował w Serie B, ale po zajęciu 18.miejsca w grupie A i przegraniu barażu z UC Anconitana spadł do Serie C. W 1952 roku spadł do IV Serie. Po 4 latach, w sezonie 1955/56 zwyciężył w grupie A IV Serie, a potem w finale północno-zachodnim pokonał 1:0, 0:0 Fanfulla i wrócił do Serie C. Po wielu latach spędzonych w trzeciej lidze, w 1970 spadł do Serie D. W 1975 zespół został na zdegradowany do rozgrywek regionalnych, startując w Promozione Piemontese (D5), ale po roku wrócił do Serie D. Rok później ponownie otrzymał promocję, awansując do Serie C. Przed rozpoczęciem sezonu 1978/79 Serie C została podzielona na dwie dywizje: Serie C1 i Serie C2. Sezon 1979/80 był ostatnim w historii klubu sezonem spędzonym na trzecim poziomie - po zajęciu 18.miejsca w grupie A klub spadł z Serie C1 do Serie C2. W następnym roku został zdegradowany do Campionato Interregionale (D5), aby w 1983 wrócić do Serie C2. Jednak nie utrzymał się w niej i po roku ponownie spadł do Campionato Interregionale. Na początku lat 90. XX wieku klub miał wielki kryzys, spadając co roku do niższej ligi - w 1991 do Eccellenza Piemontese (D6), w 1992 do Promozione Piemontese (D7), a w 1993 do Prima Categoria Piemontese (D8). Po zakończeniu sezonu 1992/93 klub zaprzestał działalności i z powodu problemów finansowych został rozwiązany.
Latem 1993 roku FC Vigliano, który w swoim debiutowym sezonie w Eccellenza Piemontese zajął 3. miejsce w grupie A, zmienił nazwę na FCV Biellese-Vigliano, zamierzając kontynuować tradycję upadłego Biellese. W sezonie 1993/94 zwyciężył w grupie B Eccellenza Piemontese, awansując do Campionato Nazionale Dilettanti (D5). W sezonie 1996/97 zwyciężył najpierw w grupie B Campionato Nazionale Dilettanti, a potem w turnieju pucharowym o tytuł mistrza ligi dotarł do finału, gdzie pokonał ASD Astrea (1:0, 1:1), zdobywając awans do Serie C2. W 1997 klub skrócił nazwę do Biellese FC, a w 2001 stał nazywać się AS Biellese 1902. W sezonie 2006/07 zajął 17.miejsce w grupie A i potem przegrał playout z Lumezzane, spadając do Serie D. W sezonie 2008/09 wygrał grupę A Serie D, ale z powodu problemów finansowych odmówił awansu do Seconda Divisione Lega Pro, startując w następnym sezonie w Eccellenza Piemontese (D6). Latem 2010 klub ogłosił o zaprzestaniu uczestnictwa w mistrzostwach i został rozwiązany.
Natychmiast powstał nowy klub o nazwie ASD Junior Biellese Libertas. Zespół rozpoczął rozgrywki w Promozione Piemontese (D7), awansując po pierwszym sezonie do Eccellenza Piemontese. Przed rozpoczęciem sezonu 2014/15 wprowadzono reformę systemy lig, wskutek czego szósty poziom awansował o jedną pozycję do góry. W 2016 zmienił nazwę na ASD La Biellese.

## Barwy klubowe, strój
|  |  |

Klub ma barwy biało-czarne. Zawodnicy domowe spotkania zazwyczaj grają w pasiastych pionowo biało-czarnych koszulkach, czarnych spodenkach oraz czarnych getrach.

## Sukcesy

### Trofea międzynarodowe
Nie uczestniczył w rozgrywkach europejskich (stan na 31-05-2020).

### Trofea krajowe
| \| \| Zdobyte trofea w rozgrywkach Włoch (stan na: 31-08-2020) \| |                                                          |      |                                                    |
| Rozgrywki                                                         | Osiągnięcie                                              | Razy | Sezon(y)                                           |
| · Mistrzostwo                                                     | I miejsce                                                | 0    |                                                    |
| · Mistrzostwo                                                     | II miejsce                                               | 0    |                                                    |
| · Mistrzostwo                                                     | III miejsce                                              | 0    |                                                    |
| · Mistrzostwo                                                     | 4.miejsce                                                | 2    | 1919/20 (gr.A), 1920/21 (gr.B)                     |
| · Puchar                                                          | zdobywca                                                 | 0    |                                                    |
| · Puchar                                                          | finalista                                                | 0    |                                                    |
| · Puchar                                                          | 1/8 finału                                               | 1    | 1938/39                                            |
| II liga                                                           | I miejsce                                                | 3    | 1922/23 (gr.B), 1925/26 (gr.A), 1927/28 (gr.B)     |
| II liga                                                           | II miejsce                                               | 3    | 1921/22 (Piemonte), 1923/24 (gr.A), 1926/27 (gr.A) |
| II liga                                                           | III miejsce                                              | 1    | 1924/25 (gr.B)                                     |
| Włochy                                                            | Zdobyte trofea w rozgrywkach Włoch (stan na: 31-08-2020) |      |                                                    |

- Prima Divisione/Serie C (D3):
  - mistrz (2x): 1942/43 (gr.E), 1947/48 (gr.C)
  - wicemistrz (6x): 1933/34 (gr.C), 1940/41 (gr.C), 1941/42 (gr.D), 1960/61 (gr.A), 1961/62 (gr.A), 1964/65 (gr.A)
  - 3.miejsce (3x): 1935/36 (gr.B), 1938/39 (gr.C), 1959/60 (gr.A)

## Poszczególne sezony

### Rozgrywki międzynarodowe

#### Europejskie puchary
Nie uczestniczył w rozgrywkach europejskich.

### Rozgrywki krajowe
| \| Włochy \| Bilans występów klubu w rozgrywkach piłkarskich Włoch (Stan na 31 sierpnia 2020 r.) \| \| | |        |       |   |   |   |    |    |     |                                                              |        |        |      |
| Poziom                                                                                                 | Rozgrywki | Sezony | Mecze | Z | R | P | B+ | B– | Pkt | Lata                                                         | Awanse | Spadki | Naj. |
| I | Prima Categoria Piemontese, Divisione Nazionale                                                                   | 3      |       |   |   |   |    |    |     | 1919–1921, 1928/29                                           | 0      | 2      | 4    |
| II | Seconda Divisione, Prima Divisione, Serie B                                                                       | 10     |       |   |   |   |    |    |     | 1921–1928, 1929/30, 1945–1947                                | 1      | 2      | 1    |
| III | Prima Divisione, Serie C, Serie C1                                                                                | 36     |       |   |   |   |    |    |     | 1930–1943, 1947–1952, 1956–1970, 1976–1980                   | 1      | 3      | 1    |
| IV | IV Serie, Serie D, Serie C2                                                                                       | 21     |       |   |   |   |    |    |     | 1952–1956, 1970–1974, 1975/76, 1980/81, 1983/84, 1997–2007   | 2      | 4      | 1    |
| V | Promozione Piemontese, Campionato Interregionale, Campionato Nazionale Dilettanti, Serie D, Eccellenza Piemontese | 21     |       |   |   |   |    |    |     | 1974/75, 1981–1983, 1984–1991, 1994–1997, 2007–2008, od 2014 | 2      | 3      | 1    |
| | Puchar Włoch | 10     |       |   |   |   |    |    |     | 1926/27, 1935–1941, 1958–1959, 2008/09                       | 0      | 0      | 1/8  |
| Włochy                                                                                                 | Bilans występów klubu w rozgrywkach piłkarskich Włoch (Stan na 31 sierpnia 2020 r.)                               |        |       |   |   |   |    |    |     |                                                              |        |        |      |

## Struktura klubu

### Stadion
Klub piłkarski rozgrywa swoje mecze domowe na Stadio Vittorio Pozzo-Lamarmora w Biella o pojemności 5000 widzów.

### Derby
- Borgosesia Calcio
- Pro Vercelli